# セーブアフガンチルドレンの会
特定非営利活動法人セーブアフガンチルドレンの会（英語: Save Afghan Children）は、アフガニスタンの戦災孤児や女性の生活と教育の支援を行う特定非営利活動法人である。代表はサーベ・ファタナ。

## 沿革
- 2001年 - サーベ・ファタナが「アフガン攻撃」をきっかけに、アフガニスタンの戦災孤児の援助を目的として会を設立[1]。
- 2002年 - カブール市内の借家で孤児院を開設。戦災女子を受け入れ、生活と教育の援助を始めると同時に他地域の学校に学用品などを配布[2]。
- 2003年 - アフガン政府関係機関から6000m2の敷地を無償提供される[2]。
- 2005年 - カブール市内の土地に「自立教育センター」を建設し、孤児院運営と孤児、女性の基礎教育の充実を目指す[1][2]。同年、アフガニスタン女子孤児2名を日本に招き手術、治療と同時に小学校で勉強させる[1]。
- 2006年 - アフガニスタン女子孤児を日本に招いての勉学（留学）支援²。自立教育センターでの女子孤児と女性の基礎及び職業訓練教育を本格的に始める[2]。
- 2009年 - アフガニスタン、パクティア州ガルディズ市コージャハサン村に「学びの家」を建設し、女性と子どもを対象に識字教育を始める[2]。
- 2018年 - 自立教育センター内のアフカル学校に2階建ての別校舎を増築[2]。
- 2021年 - タリバンがカブールを制圧し、孤児院を閉鎖。一時的に親類関係者や預かってくれる家に引き取ってもらう[2]。
- 2022年 - タリバンが小学6年生までの女子教育を許可し、アフカル学校も6年生までの授業を再開。ウミードの孤児施設も再開し、約50名中34名が戻ってくる[2]。

## 活動内容
- カブール市内にある「自立教育センター」では、約50名の女子孤児が生活し、基礎教育や職業訓練（裁縫・美容）などを受ける。また、センター内にある「アフカル学校」では、小学校から高校までの教育を提供する[1][2]。
- ガルディズ市コージャハサン村にある「学びの家」では、女性と子どもを対象に識字教育や基礎教育を行う。また、村の人々に農業や畜産などの技術指導や資材支援も行う[2]。
- 日本では、アフガニスタン女子孤児の勉学（留学）支援や手術・治療支援などを行う。また、会費や寄付金などにより活動資金を集める[1][2]。

## 受賞歴
- 2010年 - 愛知県弁護士会人権賞受賞[3]